# Níquel
El níquel es un elemento químico cuyo número atómico es 28 y su símbolo es Ni, situado en el grupo 10 de la tabla periódica de los elementos.

## Características principales

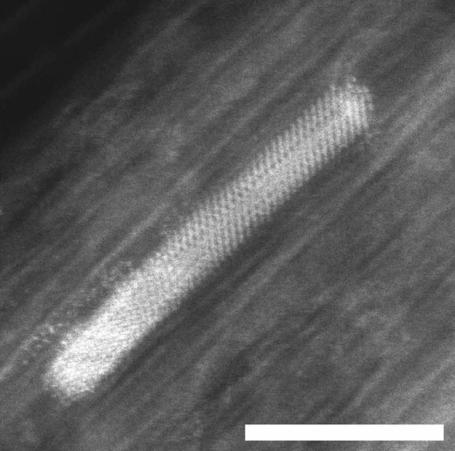
Microscopía electrónica de un nanocristal de níquel en un nanotubo de carbono.

Es un metal de transición de color blanco con un ligerísimo tono amarillo, conductor de la electricidad y del calor, muy dúctil y maleable por lo que se puede laminar, pulir y forjar fácilmente, y presentando ferromagnetismo a temperatura ambiental. Es otro de los metales muy densos como el hierro, iridio y osmio. Se encuentra en distintos minerales, en meteoritos (aleado con hierro) y, en principio, hay níquel en el interior de la Tierra principalmente en su núcleo, donde se trata del segundo metal más abundante por detrás del hierro, metal con el que comparte numerosas características similares.
El níquel es aleado con hierro para proporcionar tenacidad y resistencia a la corrosión, en los aceros austeníticos el níquel es esencial puesto que al ser un metal gammágeno estabiliza la austenita. Es resistente a la corrosión y se suele utilizar como recubrimiento, mediante electro deposición. El metal y alguna de sus aleaciones, como la aleación Monel, se utilizan para manejar el flúor y algunos fluoruros debido a que reacciona con dificultad con estos productos. Su coste roza la mayoría de las veces el primer puesto entre los precios de los metales comunes en los mercados dedicados a los metales.
Es un producto absolutamente esencial para el desarrollo de la industria, además de uno de los metales más demandados. Reacciona con dificultad en medios agresivos y se considera resistente a la corrosión; no sufre el llamado efecto "galleo" el cual sí padece el cobre, por ejemplo.
Su estado de oxidación más normal es +2. Puede presentar otros, se han observado estados de oxidación 0, +1 y +3 en complejos, pero son muy poco característicos.

### Papel biológico
El 87 % de las hidrogenasas contienen níquel, especialmente en aquellas cuya función es oxidar el hidrógeno. El níquel sufre cambios en su estado de oxidación lo que indica que el núcleo de níquel es la parte activa de la enzima.[cita requerida]
El níquel está también presente en la enzima metil con reductasa y en bacterias metanogénicas.

## Historia
El uso del níquel se remonta aproximadamente al siglo IV a. C., generalmente junto con el cobre, ya que aparece con frecuencia en los minerales de este metal. Bronces originarios de la actual Siria tienen contenidos de níquel superiores al 2 %. Alrededor del año 190 a. C., durante los reinados de Euthydemus II, Agathocles y Pantaleon se utilizó en Bactriana para fabricar monedas una aleación de color blanco, semejante a la plata, formada por cobre con el 20 % de níquel, semejante al cuproníquel actual. Manuscritos chinos sugieren que el «cobre blanco» se utilizaba en Oriente hacia 1700 al 1400 a. C.; sin embargo, la facilidad de confundir las menas de níquel con las de plata, y la existencia de otras aleaciones de color blanco induce a pensar que en realidad el uso del níquel fue muy posterior.
Los minerales que contienen níquel, como la niquelina, se han empleado para colorear el vidrio. En 1751 Axel Frederik Cronstedt, intentando extraer cobre de la niquelina, obtuvo un metal blanco que llamó níquel, ya que los mineros de Hartz atribuían al «viejo Nick» (el diablo) el que algunos minerales de cobre no se pudieran trabajar; y el metal responsable de ello resultó ser el descubierto por Cronstedt en la niquelina, o Kupfernickel, diablo del cobre, como se llama aún al mineral en idioma alemán.
Según un diccionario etimológico italiano, níquel proviene del sueco nickel, que viene del alemán Kupfernickel, propiamente ‘falso cobre’, compuesto de Kupfer (cobre) y Nickel (sobrenombre de Nikolaus), nombre dado por los mineros a los minerales inútiles, usado en broma para indicar un mineral que del cobre tiene sólo el color.[cita requerida]
Hoy en día es muy frecuente encontrarlo en las monedas de cualquier país, donde debido a su elevado coste se alea con cobre. Estas monedas suplantaron a las de plata alrededor de mediados del siglo XX, provocando en ocasiones confusión. Algunos ejemplos son los cinco céntimos de Estados Unidos o el disco interno de una moneda de un euro.
La primera moneda acuñada níquel puro fue la de 20 céntimos de Suiza, en 1881.

## Abundancia y obtención

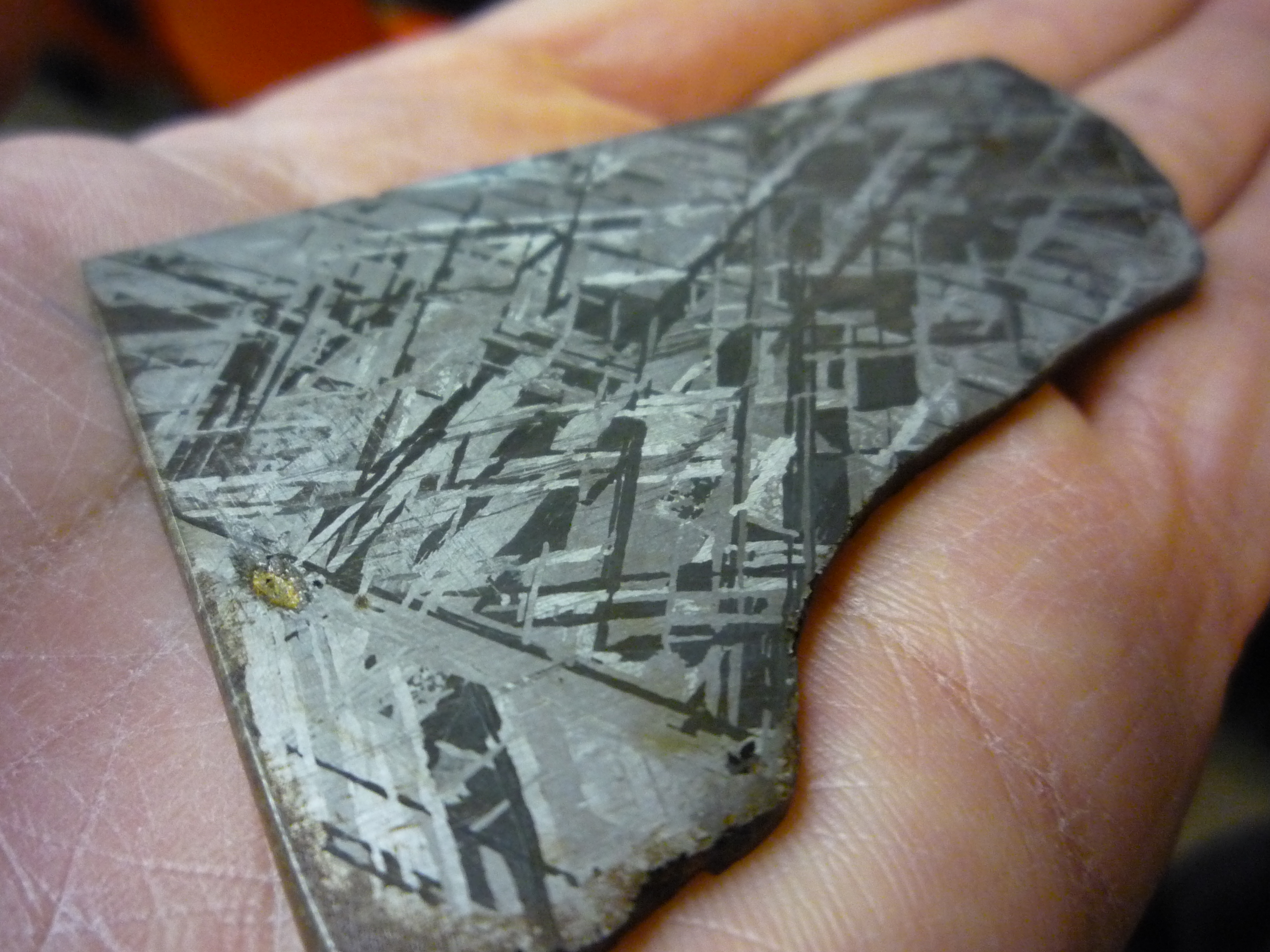
Estructura de Widmanstätten en la que se aprecian las dos formas de níquel-hierro: kamacita y taenita, en un meteorito de octaedrita.

El níquel aparece en forma de metal en los meteoritos junto con el hierro (formando las aleaciones kamacita y taenita). También se encuentra en el núcleo de la Tierra junto al hierro, iridio y osmio, formando con estos tres metales una aleación de estructura metálica. Combinado se encuentra en minerales diversos como garnierita, millerita, pentlandita y pirrotina.[cita requerida]
Los principales productores de mineral de níquel son: (2018, datos estimados)
1. Indonesia: 560 000 t, 24 % total mundial
2. Filipinas: 340 000 t, 15 %
3. Nueva Caledonia, provincia de ultramar de Francia: 210 000 t, 9 %
4. Rusia: 210 000 t, 9 %
5. Australia: 170 000 t, 7 %
6. Canadá: 160 000 t, 7 %
7. China: 110 000 t, 5 %

Otros productores importantes son Brasil, Cuba o Guatemala
En cuanto a reservas. Indonesia, Australia y Brasil contaban con el 57 % de las reservas mundiales estimadas en 2018. No se contabilizan las reservas de Nueva Caledonia.
| 1. | Indonesia            | 853 |
| 2. | Filipinas            | 323 |
| 3. | Rusia                | 279 |
| 4. | Nueva Caledonia      | 208 |
| 5. | Canadá               | 181 |
| 6. | Australia            | 159 |
| 7. | China                | 120 |
| 8. | Brasil               | 60  |
| 9. | República Dominicana | 57  |

Fuente: USGS.

### Para coches eléctricos
En 2017, Indonesia producía el 5 % del tipo de níquel que se usa en coches eléctricos; en 2022, el 50 %, y se anticipa que en 2027 produzca el 80 %.  Una ley indonesia de 2018 permite arrojar los bagazos al mar.

## Producción
El níquel se obtiene a través de la metalurgia extractiva: se extrae del mineral mediante procesos convencionales de tostado y reducción que producen un metal con una pureza superior al 75 %. En muchas aplicaciones de acero inoxidable, el níquel con una pureza del 75 % puede utilizarse sin más purificación, dependiendo de las impurezas.
Tradicionalmente, la mayoría de los minerales de sulfuro se procesan mediante técnicas pirometalúrgicas para producir una mata para su posterior refinado.  Ciertos avances en la hidrometalurgia dan como resultado un producto de níquel metálico significativamente más puro. La mayoría de los yacimientos de sulfuros se han procesado tradicionalmente mediante la concentración a través de un proceso de flotación seguido de una extracción pirometalúrgica. En los procesos hidrometalúrgicos, los minerales de sulfuro de níquel se concentran con flotación (flotación diferencial si la relación Ni/Fe es demasiado baja) y luego se funden. La mata de níquel se sigue procesando con el proceso Sherritt-Gordon. En primer lugar, se elimina el cobre añadiendo ácido sulfhídrico, dejando un concentrado de cobalto y níquel. A continuación, se utiliza la extracción con solventes para separar el cobalto y el níquel, alcanzando un contenido final de níquel superior al 99 %.

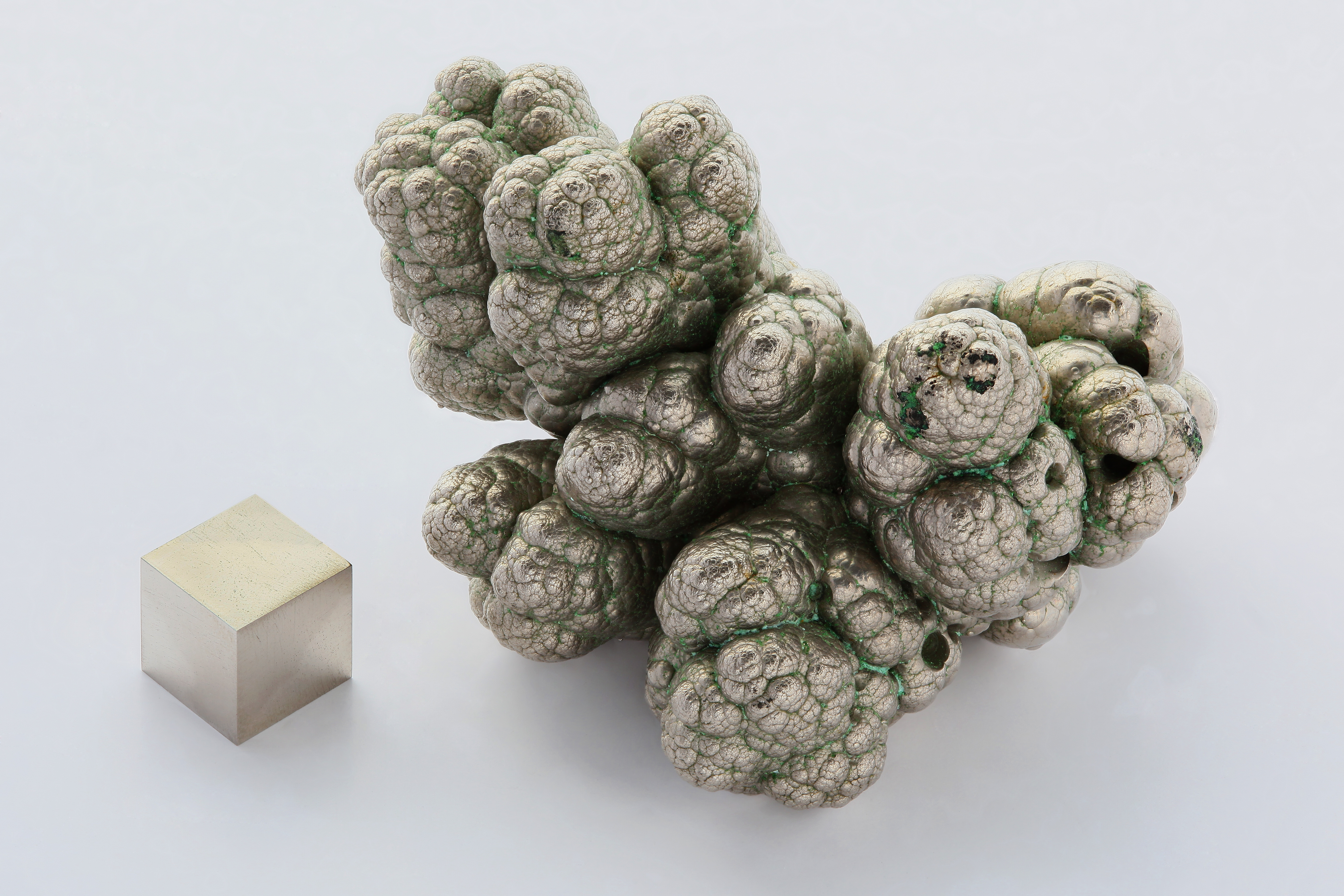
Nódulo de níquel electrolíticamente refinado, con sales de electrolito de níquel verdes y cristalizadas visibles en los poros.

### Electrorrefinamiento
Un segundo proceso de refinado común es la lixiviación de la mata de metal en una solución de sales de níquel, seguida de la electrodeposición del níquel de la solución mediante el chapado en un cátodo como níquel electrolítico.  La única refinadora electrolítica de Iberoamérica se encuentra en San Pablo, Brasil.

## Precios en el mercado mundial
Para marzo de 2022 la tonelada de níquel se cotizaba en 26 505 dólares en el mercado de metales de Londres.

## Principales minerales de níquel
La niquelina (NiAs), la garnierita (Si4O13[Ni, Mg]2•2 H2O), este último es uno de los minerales más utilizados en la extracción del níquel, también existen los sulfuros, de ellos los más importantes son los sulfuros de hierro y níquel, pentlandita y pirrotita (Ni, Fe) xSy, otros minerales que se encuentran en la naturaleza son los arseniuros, silicatos, sulfoarseniuros.[cita requerida]

## Isótopos

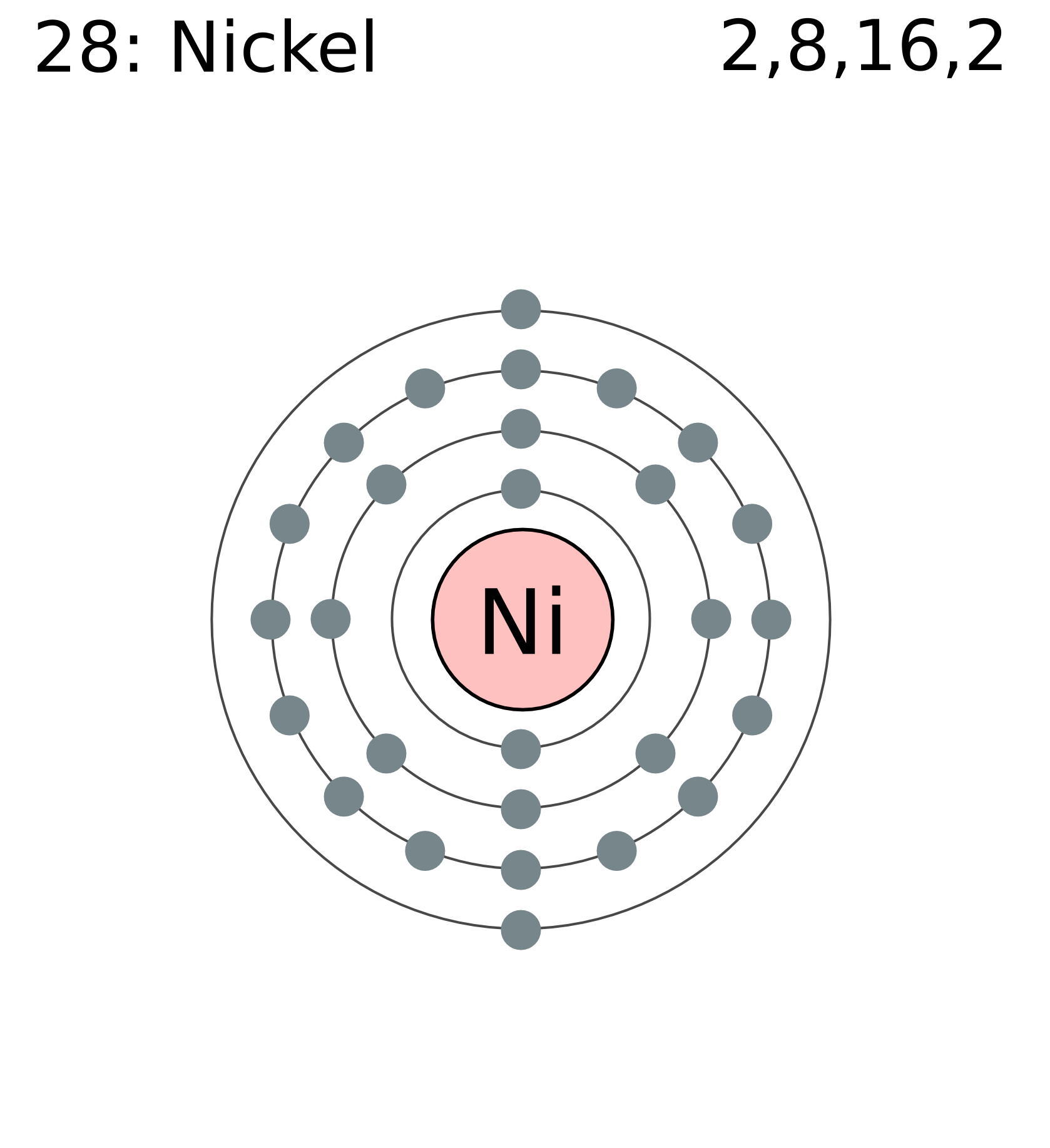
Estructura electrónica del níquel

En la naturaleza se encuentran 5 isótopos estables: 58Ni, 60Ni, 61Ni, 62Ni y 64Ni, siendo el más ligero y el más abundante (68,077 %). Se han caracterizado además 18 isótopos radioactivos de los que los más estables son el 59Ni, el 63Ni y el 56Ni con periodos de semidesintegración de 76 000 años, 100,1 años y 6,077 días respectivamente. Los demás radioisótopos, con masas atómicas desde 52 uma (52Ni) a 74 uma (74Ni), tienen periodos de semidesintegración inferiores a 60 horas y la mayoría no alcanzan los treinta segundos. El níquel tiene además un estado metaestable.[cita requerida]
El 56Ni se produce en grandes cantidades en supernovas de tipo II correspondiendo la forma de la curva de luz a la desintegración del 56Ni en 56Co y este en 56Fe.[cita requerida]
El 59Ni es un isótopo de larga vida obtenido por cosmogénesis. Este isótopo ha encontrado diversas aplicaciones en la datación radiométrica de meteoritos y en la determinación de la abundancia de polvo extraterrestre en hielos y sedimentos. El 60Ni es hijo del 60Fe (periodo de semidesintegración de 1,5 millones de años) cuya persistencia en el sistema solar en concentraciones suficientemente altas ha podido causar variaciones observables en la composición isotópica del 60Ni, de este modo, el análisis de la abundancia de 60Ni en materiales extraterrestres puede proporcionar información sobre el origen del sistema solar y su historia primordial.[cita requerida]
Se han caracterizado unos 18 radioisótopos de níquel, siendo el más estable 59Ni con una vida media de 76 000 años, 63Ni con 100 años y 56Ni con 6 días. Todos los isótopos radiactivos restantes tienen vidas medias que son menos de 60 horas y la mayoría de estos tienen vidas medias que son menos de 30 segundos. Este elemento también tiene un meta estado. 
El níquel-56 radioactivo se produce mediante el proceso de combustión de silicio y luego se libera en grandes cantidades durante las supernovas de tipo Ia. La forma de la curva de luz de estas supernovas en tiempos intermedios y tardíos corresponde a la desintegración a través de la captura de electrones de níquel-56 a cobalto-56 y finalmente a hierro-56.  El níquel-59 es un radionúclido cosmogénico de larga duración con una vida media de 76 000 años. 59Ni ha encontrado muchas aplicaciones en la geología isotópica. 
El Ni se ha utilizado para fechar la edad terrestre de los meteoritos y para determinar la abundancia de polvo extraterrestre en hielo y sedimentos. La vida media del níquel-78 se midió recientemente a 110 milisegundos, y se cree que es un isótopo importante en la nucleosíntesis de supernovas de elementos más pesados que el hierro. El nucleido 48Ni, descubierto en 1999, es el isótopo de elementos pesados más rico en protones conocido. Con 28 protones y 20 neutrones 48Ni es "doble magia", como lo es 78 
Ni con 28 protones y 50 neutrones. Por lo tanto, ambos son inusualmente estables para los nucleidos con un desequilibrio de protones y neutrones tan grande.

## Precauciones
La exposición al níquel metálico y sus compuestos solubles no debe superar los 0,05 mg/cm³ medidos en niveles de níquel equivalente para una exposición laboral de ocho horas diarias y cuarenta semanales. Los vapores y el polvo de sulfato de níquel se sospecha que sean cancerígenos.
El carbonilo de níquel (Ni(CO)4), generado durante el proceso de obtención del metal, es un gas extremadamente tóxico.
Las personas sensibilizadas pueden manifestar alergias al níquel. La cantidad de níquel admisible en productos que puedan entrar en contacto con la piel está regulada en la Unión Europea; a pesar de ello, la revista Nature publicó en 2002 un artículo en el que investigadores afirmaban haber encontrado en monedas de 1 y 2 euros niveles superiores a los permitidos, se cree que debido a una reacción galvánica.

## Aplicaciones

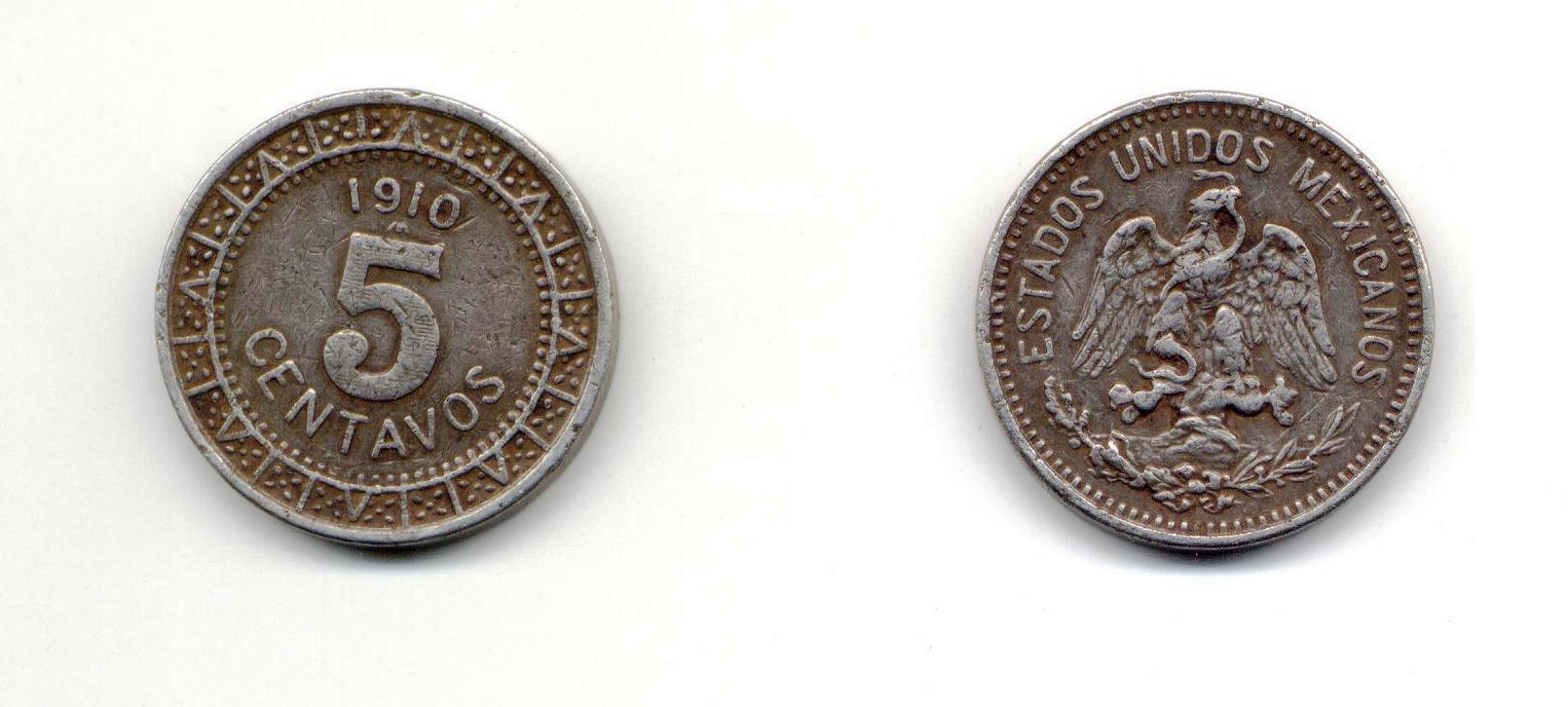
Moneda de 5 centavos de peso mexicano acuñada en níquel puro.

Aproximadamente el 65 % del níquel consumido se emplea en la fabricación de acero inoxidable austenítico y otro 12 % en superaleaciones de níquel. El restante 23 % se reparte entre otras aleaciones, baterías recargables, catálisis, acuñación de moneda, recubrimientos metálicos y fundición:
- Alnico, aleación para imanes.
- El mu-metal se usa para apantallar campos magnéticos por su elevada permeabilidad magnética.
- Las aleaciones níquel-cobre (monel) son muy resistentes a la corrosión, utilizándose en motores marinos e industria química.
- La aleación níquel-titanio (nitinol-55) presenta el fenómeno de efecto térmico de memoria (metales) y se usa en robótica, también existen aleaciones que presentan superplasticidad.
- Crisoles de laboratorios químicos.
- Níquel Raney: catalizador de la hidrogenación de aceites vegetales.
- Se emplea para la acuñación de monedas, a veces puro y, más a menudo, en aleaciones como el cuproníquel.
- El metal es la opción más económica para hacer oro blanco. El níquel, un metal blanco y de tonalidad mate y de tacto suave, es un metal que encuentra mucha facilidad para «blanquear» a otros metales. Esto se traduce en que un mínimo del 30 % de níquel en masa puede dar una apariencia blanca a la aleación. Por ejemplo, en aleaciones de cobre, incluso con el 40 % en masa de zinc o aluminio el metal sigue teniendo una coloración amarillenta, mientras que con solo el 30 % de níquel en masa adquiere su característico tono blanco.
- Es posible encontrarlo en joyería actualmente, pero no se recomienda su uso, ya que es cancerígeno y altamente tóxico. El níquel ha sido vetado en numerosos estados, donde su uso se ve cada vez más reducido. Se halla sobre todo en perforaciones corporales y joyería de acero inoxidable, donde suele representar alrededor del 13 % en masa. Estos aceros no son peligrosos para la salud puesto que son inertes químicamente y no reaccionan. Sin embargo el uso de una joya enchapada en níquel (típico de las joyas de fantasía) sí puede presentar un riesgo serio de alergia o infección, pero ambos casos son raros.
- Se utiliza níquel para fabricar los volantes de los relojes mecánicos, no todos pero la mayoría de los relojes rusos antiguos y algunos suizos